# 連通管

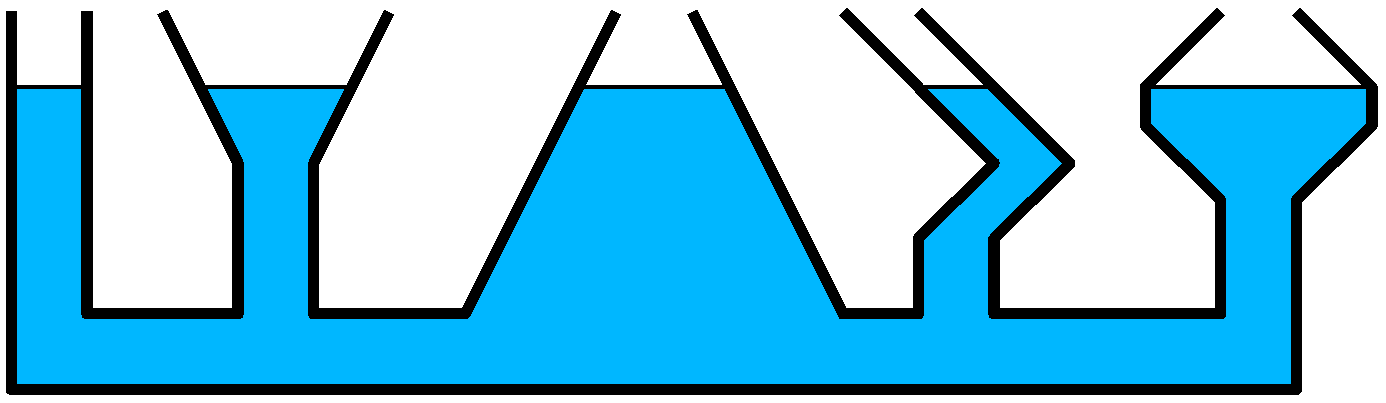
連通管

連通管に液体を入れた時のアニメーション

連通管（れんつうかん）とは、液体を入れる2つ以上の容器の底を液体が流通できるように連結した管である。「逆サイフォン」と呼ばれることもあるが、連通管にサイフォンの原理は働かない。
長い管で底をつないだ連通管に水を入れたものは水盛りと呼ばれ、離れた2点の高さの差を測定する時に用いられる。